# Giresun
Giresun (in greco Κερασούντα?, Kerasunta) è una città della Turchia capoluogo dell'omonima provincia.
La città, che sorge sulle rive del Mar Nero, è nota fin dall'antichità per la sua agricoltura, il suo nome greco e romano era Cerasunte e da qui Lucullo nel 71 a.C. importò la ciliegia.
Il nome del frutto (cerasus in latino), quindi, deriva dal nome romano della città. Conservò il suo nome anche in epoca medievale, quando fu la seconda città dell'Impero di Trebisonda.

## Corilicoltura
La corilicoltura (coltura del nocciolo) nelle province di Giresun e Trabzon risale all’antichità. Da tempo ormai gli agricoltori selezionano e propagano i genotipi per via vegetativa. La nocciola «Giresun Tombul Fındığı» è una varietà locale nata per selezione naturale. Gli agricoltori hanno cominciato ad allevare questa varietà nei loro frutteti nella misura del 90 % per le sue caratteristiche, quali il gusto, la resa, il guscio sottile e l’elevato tasso di sbiancamento, piantando le altre varietà unicamente per favorire l’impollinazione.